# Johann Christoph Brotze

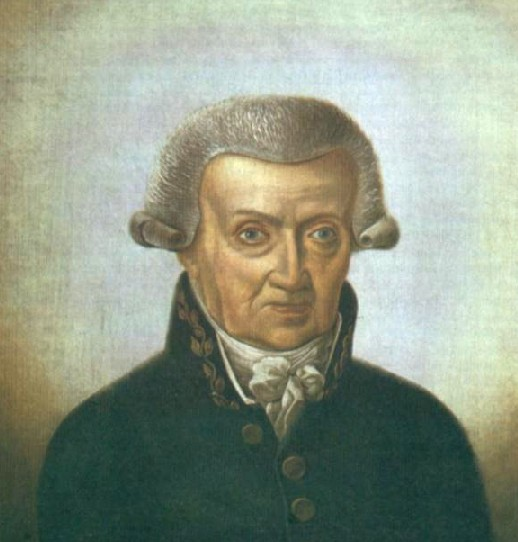
Johann Christoph Brotze

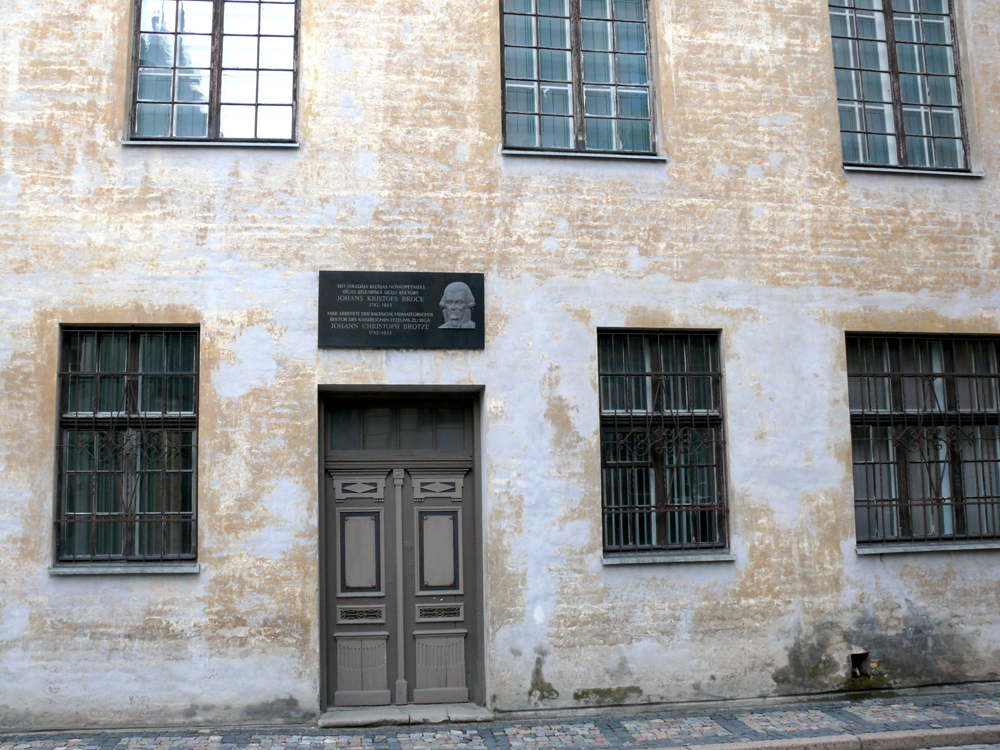
Gebäude, in dem Brotze gewirkt hat (Mazā-Pils-Straße 4, befindet sich neben dem ehemaligen kaiserlichen Lyzeum in der Altstadt von Riga)

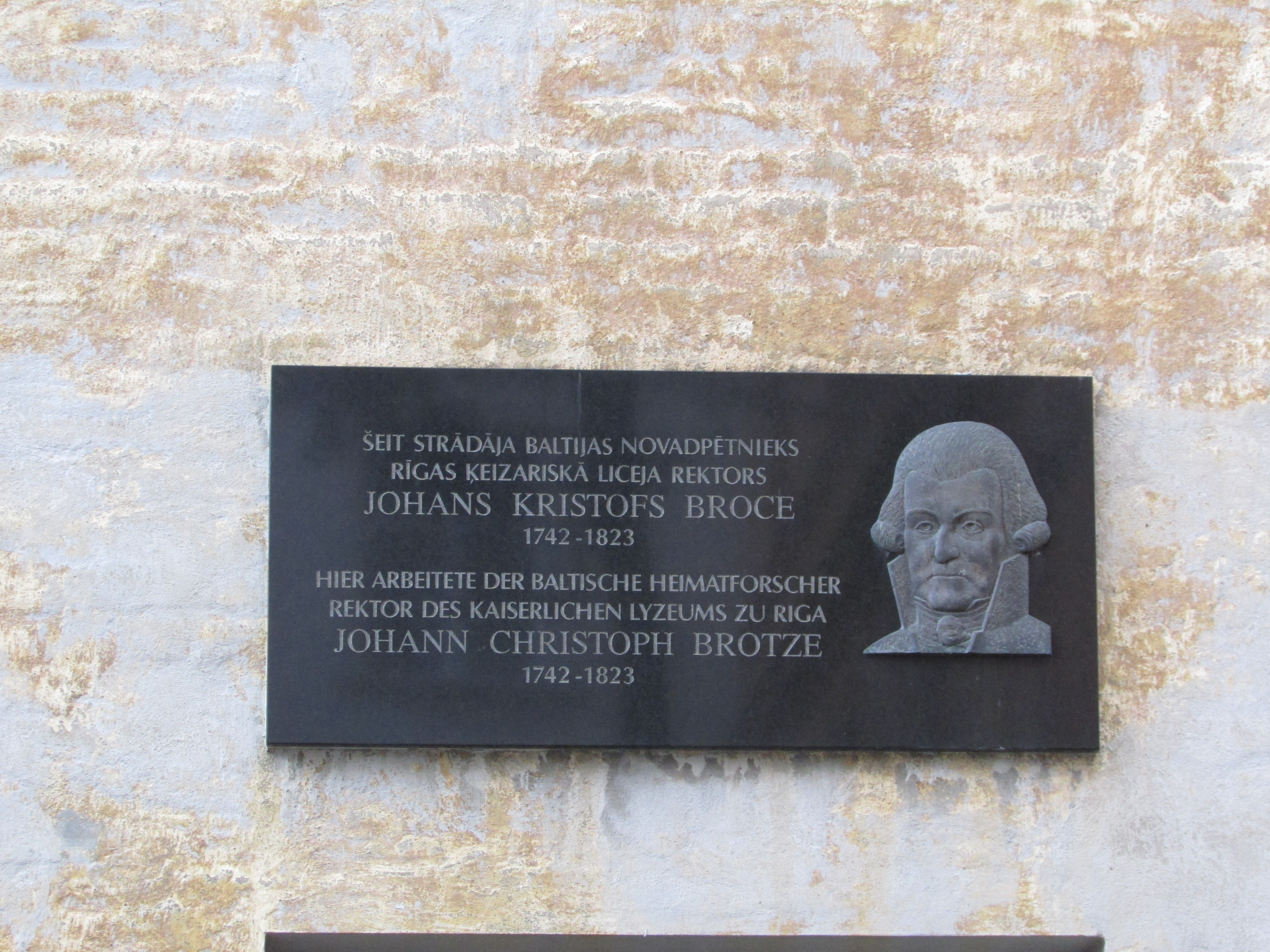
Gedenktafel für Brotze am Gebäude in der Mazā-Pils-Straße 4

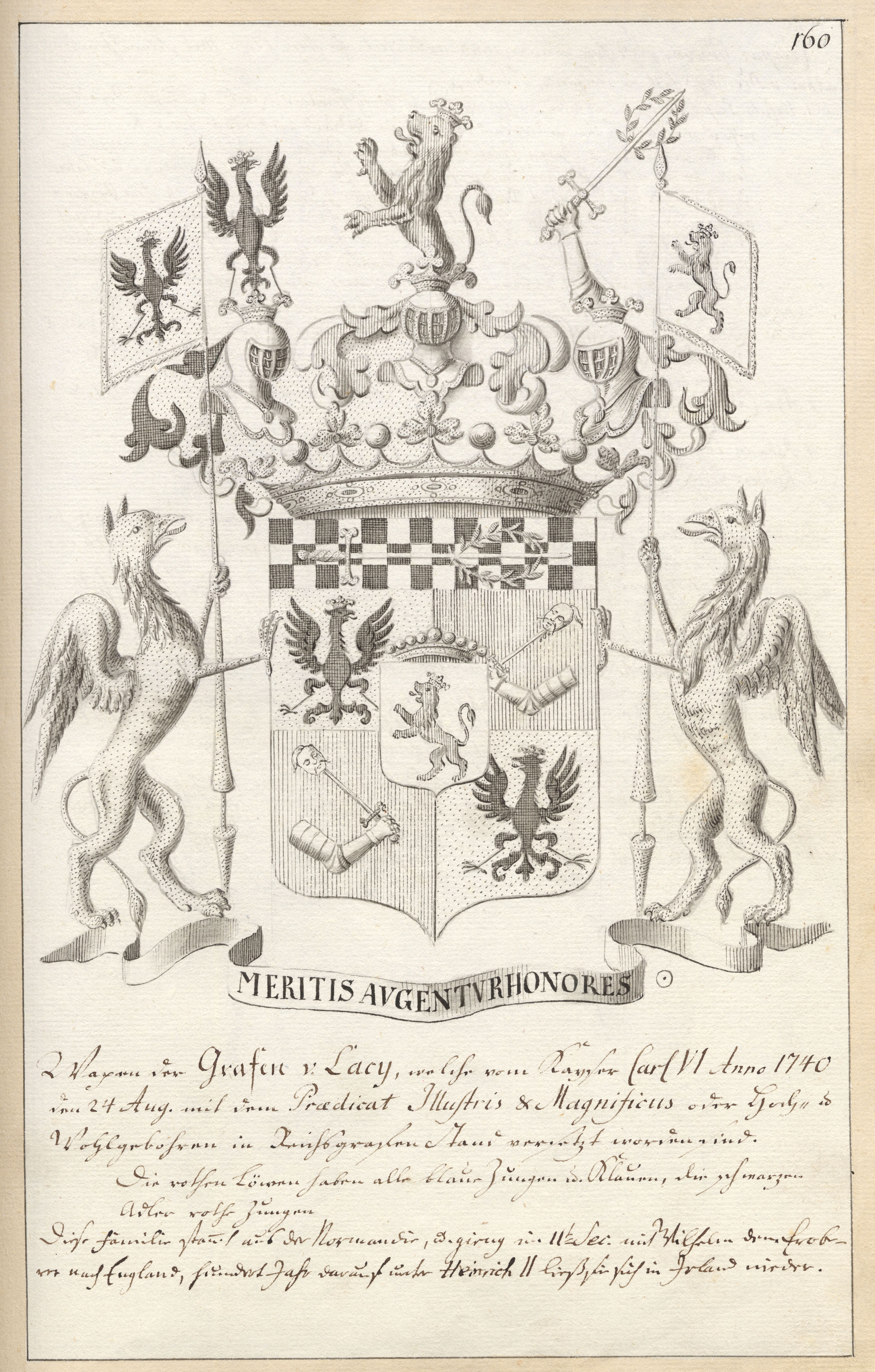
Johann Christoph Brotzes Notizen zum Wappen der Grafen von Lacy

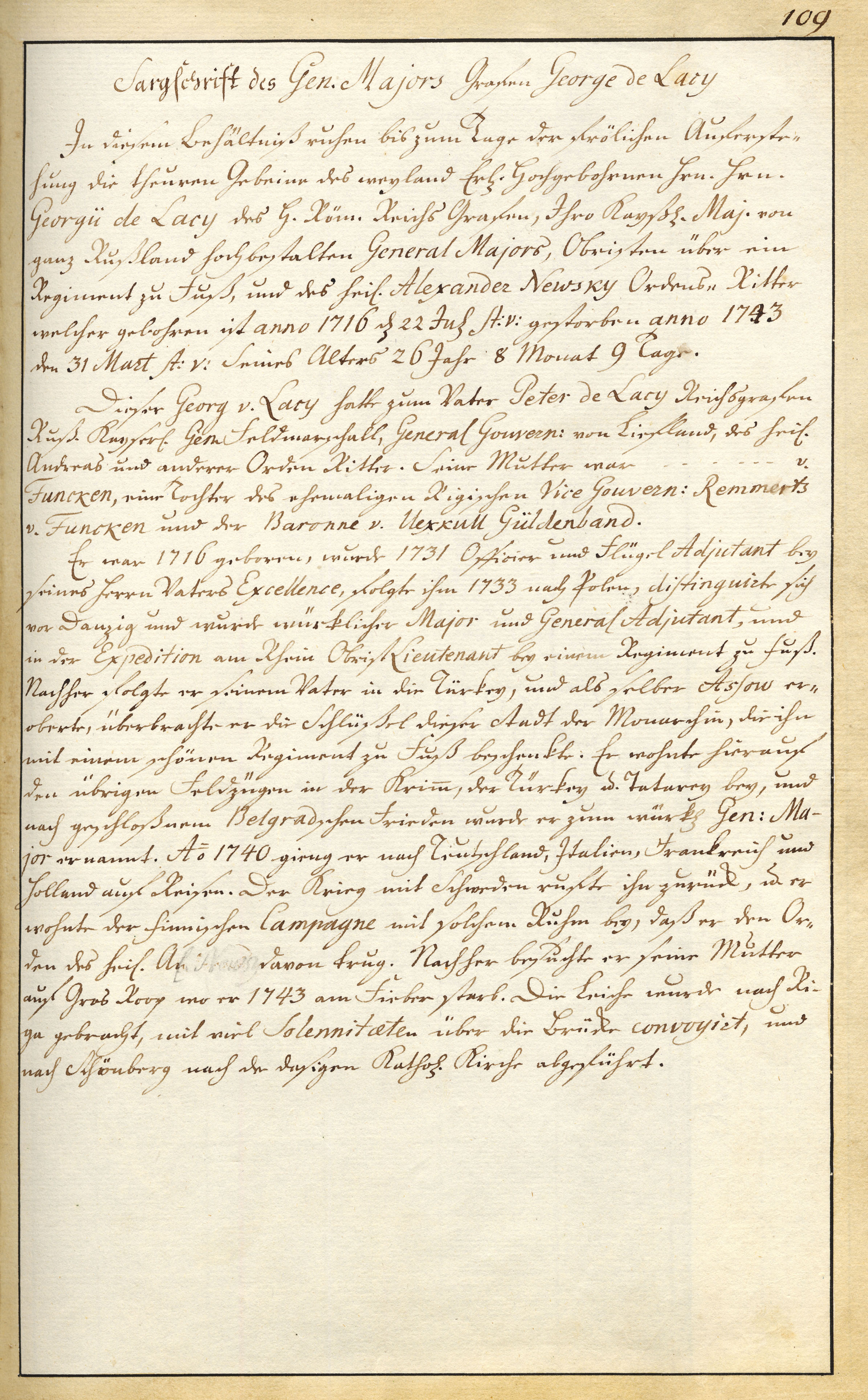
Johann Christoph Brotzes Abschrift der Sargschrift für Generalmajor Graf George de Lacy (1716–1743)

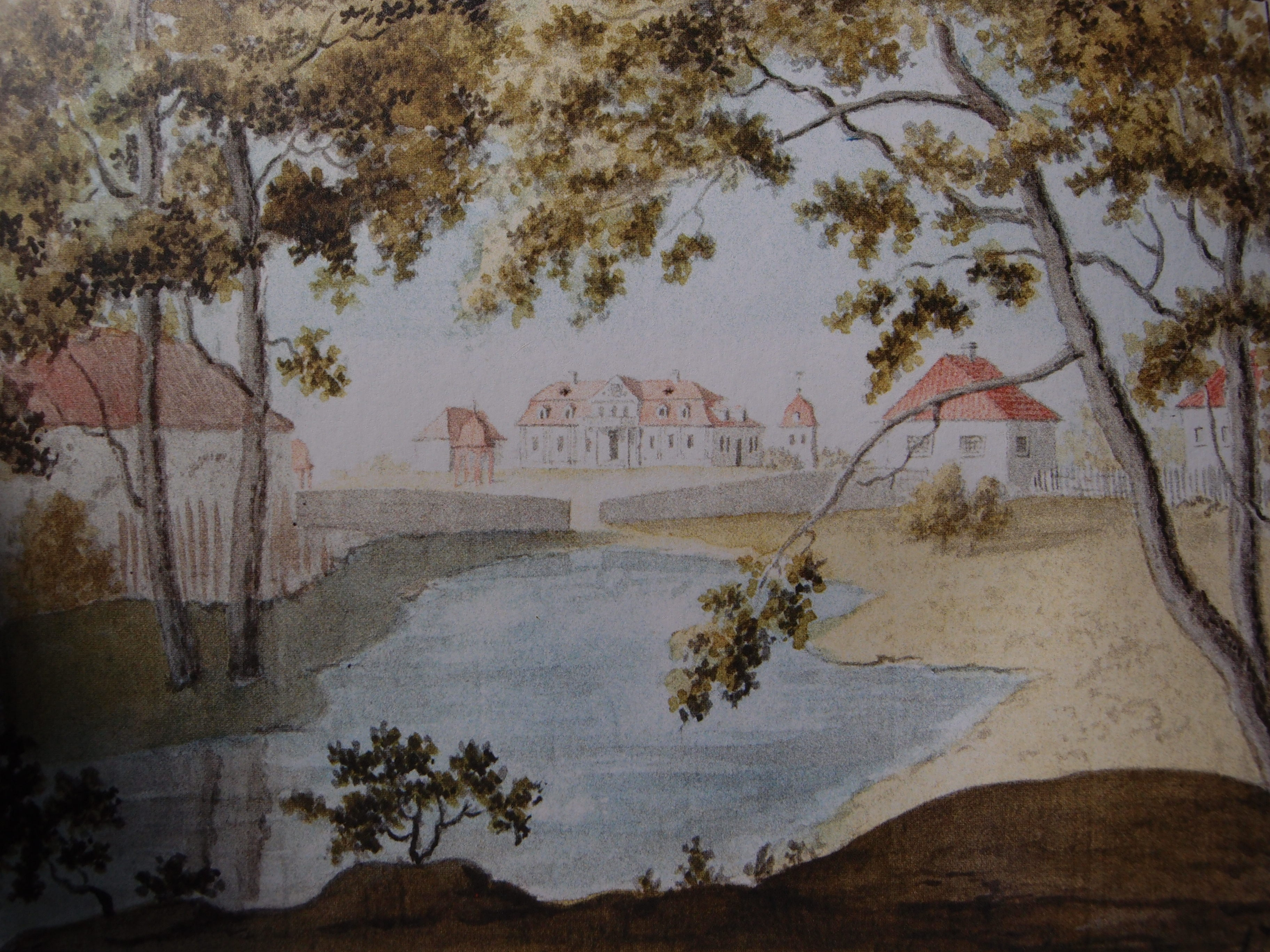
Gutsensemble Orellen, Gemälde von 1794

Johann Christoph Brotze (* 12. September 1742 in Görlitz; † 4. Augustjul. / 16. August 1823greg. in Riga) war ein deutscher Pädagoge und Ethnograph.

## Leben
Johann Christoph Brotze absolvierte das Gymnasium in seiner Heimatstadt und studierte dann Theologie und Philosophie an den Universitäten von Leipzig und Wittenberg, wo er Amanuensis von Johann Matthias Schröckh war und zum Dr. phil. promoviert wurde. Er ließ sich auch als Zeichner ausbilden. 1768 ging er nach Riga und verbrachte 46 Jahre als Lehrer und Konrektor zunächst am dortigen Kaiserlichen Lyzeum, ab 1804 als Oberlehrer am Gouvernements-Gymnasium.
Während dieser Zeit sammelte er Quellen, Aufzeichnungen und Nachrichten zur Geschichte Rigas, Livlands, Kurlands und Estlands. Er veröffentlichte mehr als 100 Aufsätze zur Geschichte der Ostseegouvernements. Sein Werk ist heute eine wertvolle Quelle für Historiker.
Die „Sammlung verschiedener Liefländischer Monumente“ ist ein einzigartiges Dokument. Sie umfasst ausführliche, mit Zeichnungen und Bildern veranschaulichte Beschreibungen von mehr als 2.000 Gebäuden, Gräbern, Wappen usw., die heute oft nicht mehr existieren.

## Schriften
- Rückblick in die Vergangenheit, 8 Lieferungen (mit den Jahresprogrammen des Gouvernements-Gymnasiums), Riga 1805–1814.
- Sammlung verschiedner Liefländischer Monumente, Prospecte und dergleichen, 10 Bände, Manuskript, 1776–1818. Diese Foliobände aus der Dokumentensammlung der Lettischen Akademischen Bibliothek (Latvijas Akadēmiskās bibliotēkas dokumentu krājums) wurden nach jahrzehntelanger Planung unter schwierigen wirtschaftlichen Verhältnissen in fünf Bänden publiziert. Der estnische (fünfte) Teil wurde an der Universität Dorpat (Tartu) erstellt:
  - Johans Kristofs Broce: Zīmējumi un apraksti 1. Rīgas skati, ļaudis un ēkas (Rigaer Ansichten, Menschen und Gebäude). Red. Teodors Zeids. (456 Seiten lettisch / deutsch), Verlag Zinātne, Rīga 1992. ISBN 5-7966-0313-2
  - Johans Kristofs Broce: Zīmējumi un apraksti 2. Rīgas priekšpilsētas un tuvākā apkārtne (Die Vorstädte und die Umgebung Rigas). Red. Teodors Zeids. (592 Seiten lettisch / deutsch), Verlag Zinātne, Rīga 1996. ISBN 5-7966-1017-1
  - Johans Kristofs Broce: Zīmējumi un apraksti 3. Latvijas mazās pilsētas un lauki (Lettlands Kleinstädte und Land). Red. Teodors Zeids, Rita Brambe und Gvido Straube. (496 Seiten lettisch / deutsch), Verlag Zinātne, Rīga 2002. ISBN 9984-698-01-7
  - Johans Kristofs Broce: Zīmējumi un apraksti 4. Latvijas mazās pilsētas un lauki (Lettlands Kleinstädte und Land). Herausgegeben von Muntis Auns. (488 Seiten lettisch / deutsch), Verlag Latvijas Vēstures Institūta āpgāds, Rīga 2007. ISBN 5-7966-0313-2
  - Johann Christoph Brotze: Estonica. Herausgegeben von Ants Hein, Ivar Leimus, Raimo Pullat und Ants Viires. (619 Seiten estnisch / deutsch), Verlag Estopol OÜ, Tallinn 2006. ISBN 978-9985-9722-0-5